# Klaus Bliesener (Jurist)
Klaus Bliesener (* 6. Juli 1932 in Berlin-Spandau) ist ein deutscher Jurist und ehemaliger Richter am Bundesgerichtshof.

## Werdegang
Bliesener bestand die juristischen Staatsprüfungen bestand 1955 und 1960 in Erlangen und München jeweils mit „voll gut“. Von 1955 bis 1960 war er Assistent bei Karl-Heinz Schwab an der Universität Erlangen. 1961 trat er in den bayerischen Justizdienst ein. Er war zunächst als Staatsanwalt und ab 1964 als Landgerichtsrat in München (Schwurgericht) tätig. Von 1967 bis zu seiner Ernennung zum Oberlandesgerichtsrat im Jahr 1970 war er Oberamtsrichter in Roth und Schwabach. Von 1965 bis 1974 leitete er Referendararbeitsgemeinschaften in Nürnberg, von 1970 ab als hauptamtlicher Arbeitsgemeinschaftsleiter. In dieser Zeit war er auch Prüfer für das 1. Juristische Staatsexamen. Von 1971 bis 1974 waren ihm Lehraufträge (strafrechtliche Übungen) an der Universität Erlangen-Nürnberg erteilt.
Dem Bundesgerichtshof gehörte Bliesener seit 1975 an. Er wurde dem insbesondere für Rechtsstreitigkeiten aus Werkverträgen zuständigen VII. Zivilsenat zugewiesen, dem er bis zu seinem Eintritt in den Ruhestand am 29. Februar 1996 – seit 1988 als stellvertretender Vorsitzender – angehörte. Daneben war er im Jahr 1975 als Ermittlungsrichter eingesetzt. Seit 1981 war er Mitglied der Gemeinsamen Senate der obersten Gerichtshöfe des Bundes. Von 1989 bis 1994 gehörte er dem Richterrat an. In seiner über 20-jährigen Tätigkeit am Bundesgerichtshof hat er sich mit besonderem Einsatz der Fortentwicklung des privaten Baurechts und des Architektenrechts gewidmet. Viele wichtige Entscheidungen auf diesen Rechtsgebieten stammen aus seiner Feder. Seit 1980 war er Vorsitzender des Schlichtungsausschusses nach dem Arbeitsrechtsregelungsgesetz der Evang.-luth. Landeskirche Bayern. Der Bundespräsident hat ihm Dank und Anerkennung für seine dem deutschen Volke geleisteten treuen Dienste ausgesprochen.